# Schwetschkea javensis
Schwetschkea javensis är en bladmossart som beskrevs av Fleischer 1923. Schwetschkea javensis ingår i släktet Schwetschkea och familjen Leskeaceae. Inga underarter finns listade i Catalogue of Life.